# Matrículas automovilísticas de Argentina

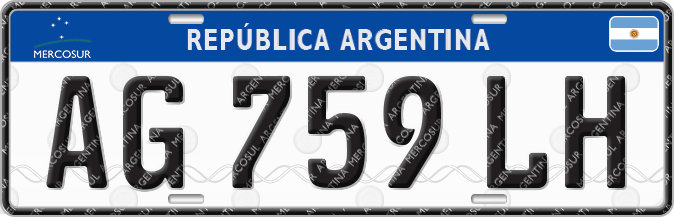
Patente argentina desde abril de 2016.

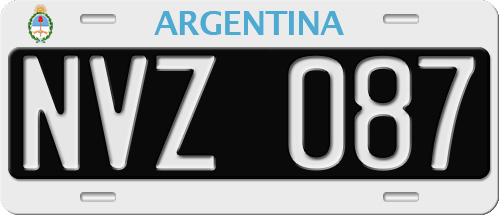
Patente argentina desde 1994 hasta 2016.

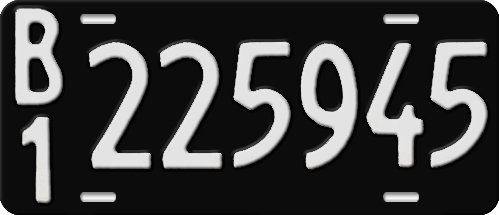
Patente argentina desde 1964 hasta 1994. La letra B indica que estaba radicada en la provincia de Buenos Aires.

Las matrículas automovilísticas de Argentina (también llamadas chapas patentes o simplemente patentes) se usan para la identificación exclusiva de autos, motos y otros vehículos en las rutas argentinas. El sistema actual emplea dos letras seguidas de tres números y dos letras (siete caracteres), fue implementado en abril de 2016. Pero el sistema de matriculación sufrió importantes cambios antes de usar este formato.
La historia de las patentes en Argentina se puede dividir en dos grandes fases: la fase descentralizada (Capital Federal hasta 1964, resto del país hasta 1969) y la centralizada (Capital Federal desde 1964, resto del país desde 1969). Durante la etapa descentralizada las matrículas eran asignadas por cada municipalidad o por las provincias, mientras que durante la segunda etapa el Estado nacional se encargó de estandarizar y centralizar el diseño y el estilo.

## 1905-1964

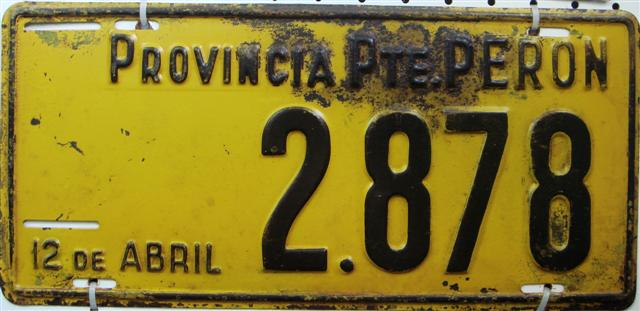
Patente de Argentina utilizada entre 1951 y 1955 emitida en la actual Provincia del Chaco

Las primeras patentes formales se asignaron en 1905, aunque existen pocos registros de ellas. El período comprendido desde 1916 hasta 1964 (Capital Federal) o hasta 1969 (resto del país) fue el más prolífico en diseños. A cada distrito se le permitía emitir sus propias placas.

## 1964-1994: Identificando a las provincias

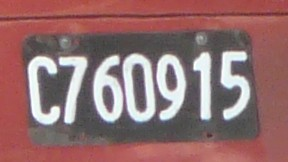
Antigua patente de Argentina utilizada entre 1970 y 1994. Corresponde a un vehículo patentado en la Ciudad de Buenos Aires en 1975.

En 1958, bajo el Decreto Ley 6582, se crea el Registro Nacional de la Propiedad del Automotor (RNPA). Es un organismo dependiente del Ministerio de Justicia, cuya misión es regular todo lo concerniente a la inscripción de la propiedad de los automotores, los trámites posteriores y los créditos prendarios. Su primer objetivo fue unificar, regular y estandarizar las diferentes identificaciones o patentes de automotores, tarea realizada hasta entonces por cada municipio del país en forma autónoma.
El formato de las primeras chapas patentes creadas por el RNPA, emitidas a partir del 1 de junio de 1964, consistían en una letra y seis dígitos numéricos impresos de color blanco en relieve sobre un fondo negro, y todo su contenido estaba enmarcado por un fino recuadro pintado de blanco también en relieve. La letra identificaba a la provincia o distrito de radicación del automotor, en tanto que los números eran generados consecutivamente, aunque zonalizados de acuerdo al registro que correspondía. Estas primeras patentes utilizaban una tipografía algo pequeña que dificultaba leerlas a una determinada distancia, especialmente ante los requerimientos policiales. Debido a este inconveniente, a mediados de 1970 se comenzó a emitir un nuevo formato de chapa patente de mayores dimensiones en donde los caracteres eran más grandes y en el que también fue eliminado el recuadro blanco, tal como se puede apreciar en la fotografía de la derecha. Esto, si bien cambiaba y mejoraba considerablemente el aspecto de las chapas patentes en sí, no modificaba en absoluto el sistema de patentamiento y mantenía la misma secuencia numérica. Este cambio se observó con mayor rapidez en la Capital Federal y algunos partidos del Gran Buenos Aires, aunque la gran mayoría de los registros seccionales comenzaron a emitir las nuevas chapas entre fines de 1970 e inicios de 1971.
Sin embargo, entre 1972 y 1973 también se han patentado y repatentado muchos automotores con el formato antiguo, pero fueron emitidos por aquellas seccionales con poco movimiento registral que tardaron mucho más en agotar las series numerales (de 200 a 500 números) que les asignó el RNPA durante 1970. En su inmensa mayoría se trataba de localidades pequeñas del interior de las provincias o alejadas de las grandes ciudades; esto se fue regularizando paulatinamente cuando cada registro mencionado comenzaba a emitir una nueva serie numeral asignada, ya con las chapas patentes en el formato definitivo.

### Patentamientos
Una vez creado el RNPA, el objetivo principal del nuevo organismo estatal fue integrar a todo el país bajo un mismo sistema de patentamiento de automotores, pero esta tarea demandaría una gran organización logística, sin precedentes hasta ese entonces, que debía ser planificada cuidadosamente para ser ejecutada en distintas etapas, que fueron las siguientes:
- El día lunes 1 de junio de 1964, la Capital Federal fue el primer distrito del país designado para comenzar con el nuevo patentamiento, siendo el único en hacerlo en todo el resto de ese año, como primer paso para la inserción paulatina y programada del nuevo sistema de patentamiento de automotores.
- El segundo paso del plan comenzó a partir de 1965 en la provincia de Buenos Aires, pero por cuestiones organizativas se determinó que el nuevo patentamiento se ejecutase inicialmente en 17 partidos del conurbano bonaerense de aquel entonces (no se incluyeron General Sarmiento ni Esteban Echeverría).
- Dos años después, en julio de 1967, Mendoza, Neuquén y Salta fueron las siguientes provincias que comenzaron a patentar con el nuevo sistema.
- Entre septiembre y diciembre de 1969 se designa el punto de partida para el nuevo patentamiento en el resto de los municipios de la provincia de Buenos Aires, es decir, aquellos distritos que conformaban el interior provincial. Se sumaron además General Sarmiento y Esteban Echeverría, ya que no fueron incluidos en el Gran Buenos Aires en 1965.
- Finalmente, entre 1968 y 1969 se incorporaron el resto de las provincias.

Este esquema de patentamiento tuvo vigencia hasta el 31 de diciembre de 1994, exceptuando la provincia de Mendoza, que comenzó con el sistema de patentes alfanuméricas el 1 de diciembre de 1994.

### Repatentamientos
No obstante, aún restaba ejecutar la ardua tarea de repatentar todo el parque automotor que aún no había sido incorporado, es decir, aquellos vehículos que no alcanzaron a inscribirse desde cero kilómetro al nuevo sistema. Mendoza, Neuquén y Salta fueron los primeros distritos en empezar con los repatentamientos obligatorios a partir del 2 de enero de 1968. Poco más de dos años después, en febrero de 1970, cuando el resto de las provincias cuyos registros ya estaban preparados y organizados para emitir las nuevas chapas patentes, se inició el reempadronamiento obligatorio del resto del parque automotor. Los repatentamientos fueron programados para reempadronar a todo el parque automotor remanente desde las unidades más nuevas hasta la más antiguas, en ese orden. Cada año repatentado se fijaba en un plazo máximo de 3 meses, siendo el año 1973 como el tope para completar todo el proceso. Sin embargo, una buena cantidad de automotores recibieron su nueva patente en años posteriores, restando muy pocos casos de aquellos que nunca lo efectuaron y que en su gran mayoría se trataba de unidades abandonadas o que terminaron su existencia como chatarra.
El siguiente listado detalla en forma cronológica la manera en que fue ejecutada esta etapa:
- Desde el 02/01/1968: reempadronamiento de unidades patentadas anteriores a 1967 en las provincias de Mendoza, Neuquén y Salta.
- Desde el 02/01/1970: reempadronamiento de unidades patentadas anteriores al 1 de junio de 1964 en Capital Federal.
- Desde el 02/01/1970: reempadronamiento de unidades patentadas anteriores a 1965 en el Gran Buenos Aires (17 partidos).
- Desde el 02/01/1970: reempadronamiento de unidades patentadas anteriores a 1969 o 1970 (depende del partido) en el resto de la provincia de Buenos Aires (104 partidos).
- Desde el 02/01/1970: reempadronamiento de unidades patentadas anteriores a 1968 o 1969 (depende de la provincia) en el resto del país.

No existían números ni series especiales para identificar a las unidades repatentadas, contrariamente a lo que sucede actualmente, ya que eran compartidas al mismo tiempo con las unidades nuevas. Esto explicaba la no relación del modelo de un automotor mucho más antiguo con respecto al año de emisión de su nueva patente. Por solo citar un ejemplo: en 1972 era muy común encontrar el número de patente de un Ford Falcon cero kilómetro que estuviese cercano, seguido o anterior al número de patente de un Chevrolet 1947, entre miles y miles de otros casos.

### Pasando el millón
Los únicos dos distritos en sobrepasar el millón de chapas patentes emitidas fueron la provincia de Buenos Aires (en 1973 superó el millón y en 1984 los dos millones) y la Capital Federal (en 1980 alcanzó el millón). Como el formato original contemplaba sólo seis dígitos, insospechadamente se generó un conflicto al incorporar otro nuevo dígito utilizando el mismo formato de la placa y su tipografía, pero la cuestión fue rápidamente resuelta moviendo la letra identificatoria de provincia un poco hacia arriba y añadiendo un número extra debajo de ella representando justamente la unidad de millón. 
También había del formato más ancho que la original que si contemplaba los siete dígitos a la derecha de la letra identificatoria de provincia.

### Estadísticas
El siguiente cuadro muestra el total de patentamientos (incluyendo los repatentamientos) por provincia y su letra identificatoria correspondiente:
| Letra | Provincia             | Total     |
| ----- | --------------------- | --------- |
| A     | Salta                 | 90 600    |
| B     | Buenos Aires          | 2 772 700 |
| C     | Capital Federal       | 1 864 000 |
| D     | San Luis              | 47 050    |
| E     | Entre Ríos            | 194 200   |
| F     | La Rioja              | 24 850    |
| G     | Santiago del Estero   | 50 900    |
| H     | Chaco                 | 95 300    |
| J     | San Juan              | 81 950    |
| K     | Catamarca             | 26 300    |
| L     | La Pampa              | 87 000    |
| M     | Mendoza               | 318 350   |
| N     | Misiones              | 109 500   |
| P     | Formosa               | 38 300    |
| Q     | Neuquén               | 75 750    |
| R     | Río Negro             | 102 700   |
| S     | Santa Fe              | 722 200   |
| T     | Tucumán               | 150 400   |
| U     | Chubut                | 111 000   |
| V     | Tierra del Fuego AIAS | 59 000    |
| W     | Corrientes            | 98 050    |
| X     | Córdoba               | 712 600   |
| Y     | Jujuy                 | 52 100    |
| Z     | Santa Cruz            | 50 600    |

El total fue de 7 940 300 patentes. Sin embargo, lo expresado en el cuadro anterior corresponde al último dominio asignado a cada provincia, lo que no significa que los mismos hayan sido adjudicados en su totalidad; lo que sí es claro y concreto que no puede existir ningún dominio con numeración mayor a la especificada para cada provincia en el cuadro.
Las letras identificatorias de provincias aún se utilizan en la actualidad para codificar el nuevo sistema de códigos postales de la República Argentina.

## 1994-2016: Todas iguales

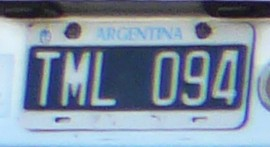
Patente utilizada en Argentina desde diciembre de 1994 hasta abril de 2016. Corresponde a un vehículo modelo 1993 repatentado en la ciudad de Zárate, provincia de Buenos Aires, en 1996.

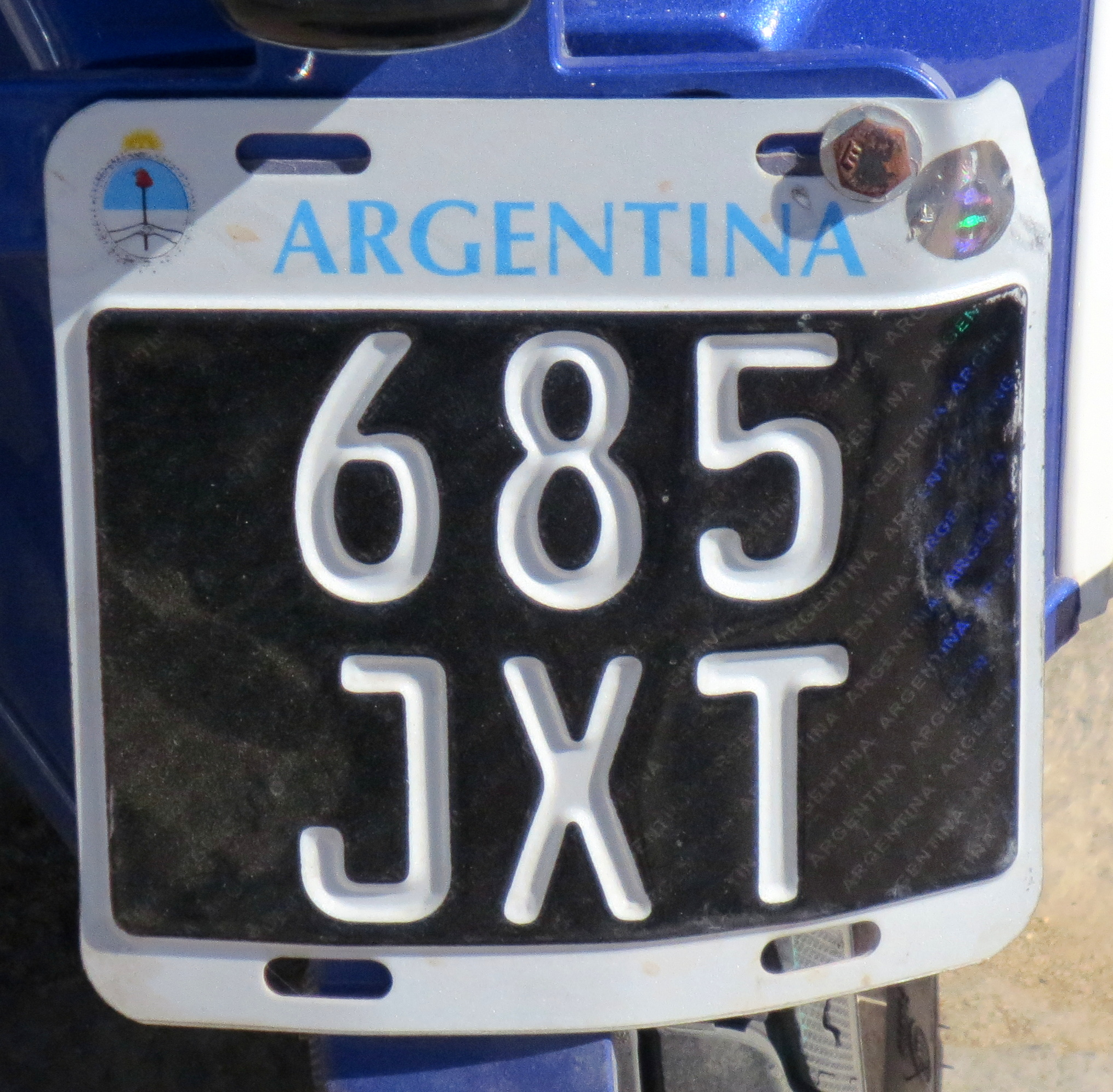
Patente argentina usada en motocicletas.

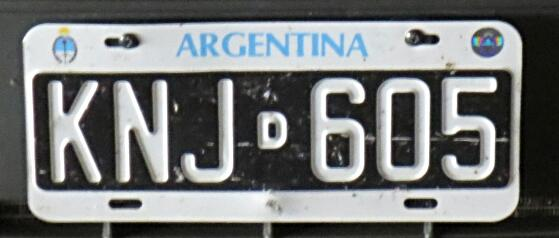
Patente argentina sustituida al pequeño "D" entre las letras y los números que indica la condición de duplicado.

Con el fin de mejorar y garantizar la seguridad jurídica del automotor, además de combatir los diversos tipos de ilícitos relacionados con el mismo, en 1993 el Gobierno Nacional, a través de la Dirección Nacional del Registro de la Propiedad del Automor (DNRPA), decretó que todos los automotores nuevos vendidos a partir del 1.º de enero de 1995 se incorporarían a un nuevo sistema de patentamiento, por lo que desde esa fecha en adelante obtendrían un nuevo dominio con un nuevo y mucho más seguro tipo de chapas patente y documentaciones de identificación de cada unidad. Este nuevo dominio, al igual que su antecesor, permanecerá con el vehículo durante toda su vida útil y mantendrá el mismo sistema de series asignado por zonificación, repartido indistintamente a cada registro seccional de todo el país.
En cuanto al resto de los automotores usados o vendidos anteriormente a dicha fecha, se les emitirían también una nueva chapa patente y su correspondiente documentación para reempadronarlos al nuevo sistema, aunque esta tarea se organizaría en varias etapas según el año de fabricación de cada unidad, ya que se trataba de un volumen muy considerable (alrededor de cinco millones de automotores en condiciones de circulación hasta ese entonces).
En tal sentido, a partir de la puesta en vigencia del nuevo patentamiento, se reemplazó el anterior modelo mediante la implementación de un sistema consistente de tres letras y tres números identificatorios, donde las letras no indican a ninguna provincia en particular ni tienen otro significado alguno, limitándose a una simple combinación de ellas.
Los números son correlativos desde el 000 al 999 por cada letra del abecedario (ej.: AAA-001 al 999, AAB-000 al 999, AAC-000 al 999, y así sucesivamente hasta llegar a la letra Z; luego cambia a ABA-000 al 999, ABB-000 al 999, ABC-000 al 999) sucediéndose en forma ordenada y correlativa.
Además, y a fines de contar con una estadística registral, la DNRPA determinó que a los vehículos de inscripción inicial (0 km) se comenzaran a otorgar los dominios desde la patente AAA-000, mientras que a los reinscriptos se les otorgara desde el dominio RAA-000.
Cabe acotar que, si bien desde el 1.º de enero de 1995 comenzó en todo el país el patentamiento nuevo, en la provincia de Mendoza empezó un mes antes, es decir, el 1.º de diciembre de 1994. Se organizó de esta manera debido a que esa provincia contaba con los registros más ordenados (existían 19 registros en ese entonces) y podían adaptarse más rápidamente al cambio, permitiendo además a la DNRPA monitorear el nuevo sistema previamente antes de comenzar en forma oficial y definitiva en el resto del país.
A diferencia del anterior modelo, el nuevo sistema posee características especiales, tanto en el material con el que es fabricado, como también en las medidas de seguridad implementadas tendientes a evitar su reproducción y/o adulteración, siendo ellas las siguientes:
- La chapa patente está fabricada de aluminio; es de forma rectangular, presentando una faja central pintada en color negro satinado, mientras que los extremos superior e inferior son pintados de color blanco refractante. En el extremo superior izquierdo con frente al observador, posee impreso el escudo nacional en colores; en su parte media superior presenta impresa la palabra «ARGENTINA» en color celeste.
- Las letras y números, correspondientes al dominio, van insertas en la faja central; están grabadas en bajo relieve y pintadas de color blanco.
- Como medida de seguridad, las chapas patentes poseen sellos circulares con la inscripción «RNPA», distribuidos en forma uniforme en los extremos blancos superior e inferior, los cuales pueden visualizarse haciendo variar la incidencia de luz sobre la misma.
- En caso de extravío, robo o hurto de una o ambas chapas patente, el titular del vehículo deberá solicitar un nuevo juego al registro seccional correspondiente. Las nuevas chapas patente que serán emitidas serán de la misma numeración que la original con la única diferencia que las nuevas deben llevar grabadas en tamaño menor, pero de igual impresión, la siguiente característica ubicada justamente entre las tres letras y los tres números:

1. Duplicado de patente: letra D
2. Triplicado de patente: letra T
3. Cuadruplicado de patente: letra C
4. Quintuplicado de patente: letra Q
5. Sextuplicado de patente: letra S
6. Septuplicado de patente: número 7
7. Octuplicado de patente: número 8
8. Nonuplicado de patente: número 9

### Placas de identificación provisorias
Las placas de identificación provisoria son confeccionadas en papel color blanco con las inscripciones en color rojo. Estas placas de identificación serán asignadas por los registros seccionales en los siguientes casos:
- Automotores importados, rodando en tránsito entre la aduana y el domicilio del importador o sus depósitos o desde éstos a sus concesionarios o viceversa, o para la verificación en el puesto respectivo.
- Automotores armados fuera de fábrica para rodar hasta el puesto de verificación.
- Automotores subastados, cuando carecieran de documentación para rodar hasta el puesto de verificación.
- Para trasladar el automotor a efecto de inscribirlo en el registro seccional correspondiente al domicilio del comprador, cuando hubiera sido adquirido fuera de dicha jurisdicción.

El registro seccional que adjudique las placas provisorias deber completar los espacios de los respectivos juegos con el número de motor, chasis, nombre del solicitante, fecha de otorgamiento y de vencimiento de su plazo de validez, suscripta por el encargado con su firma y sello. En todos los casos las placas provisorias otorgadas deberán devolverse al registro seccional en el momento que se presente el trámite de inscripción correspondiente.
Hasta la puesta en vigencia del nuevo sistema de patentamiento, estas placas provisorias estaban constituidas por tres letras y tres números. A partir de la entrada en vigencia del nuevo sistema, se sustituyó por tres letras y cuatro números.

### Placas de identificación para concesionarios
Las placas de concesionarios, son confeccionadas en chapa pintadas de color rojo con las inscripciones en color blanco. Podrán utilizarse exclusivamente en automotores 0 km no inscriptos asignados para su comercialización al concesionario adjudicatario. La placa podrá ser usada por el fabricante o el importador, para circular en los siguientes casos:
- Traslado de la terminal (fábrica) o de la aduana a la concesionaria.
- Traslado de un local a otro de la misma concesionaria
- Traslado de la concesionaria a la terminal (fábrica) o a otra concesionaria.
- Traslado para carrozado de la unidad.
- Prueba de preentrega de la unidad.

Los registros seccionales podrán asignar hasta SEIS juegos por concesionario inscripto como comerciante habitualista.

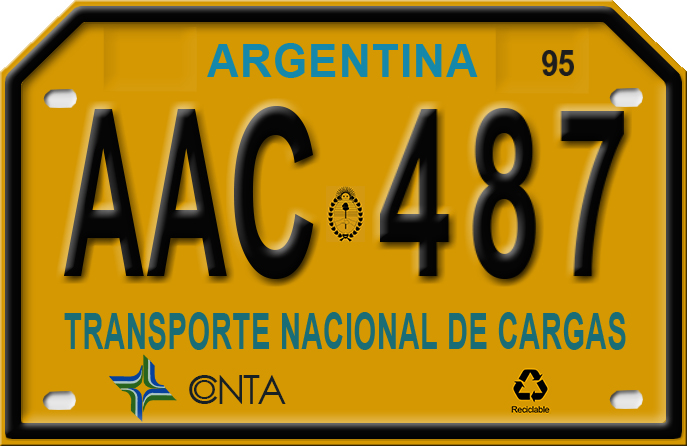
Matrícula del Transporte Nacional de Cargas, hoy en desuso.

No obstante ello, la DNRPA podrá asignar una cantidad mayor a la indicada precedentemente, si sobre la base de informes de los fabricantes o importadores en los que se certifique el promedio anual de vehículos entregados a sus concesionarios para su comercialización ello lo justifique. Estos mismos registros serán los encargados de la confección de las mencionadas placas por su cuenta y cargo.
El registro seccional deberá también extender al otorgar cada juego de placas una constancia con el número de ella, el nombre y domicilio de la concensionaria responsable y los datos personales del concesionario, la que deberá exhibirse ante la autoridad que lo requiera para poder circular. Asimismo deberá exhibirse a la autoridad un certificado suscripto por el representante legal de la concesionaria que contenga los siguientes datos:
- Marca del vehículo.
- Tipo de vehículo (automóvil, sedan, coupé, utilitario, pick-up, chasis).
- Fecha de fabricación, o despacho a plaza o del remito a concesionario.
- Número de motor.
- Número de chasis/bastidor.
- Número de placa de concesionario.

Los registros seccionales llevan un libro en el que asientan los otorgamientos, renovaciones y cancelaciones de placas de concesionarios. En consecuencia se podrá requerir a los distintos registros seccionales que se encuentren en la jurisdicción de Antecedentes Automotores de la Dirección Nacional, un listado completo de todos los registros seccionales del país.

### Evolución aproximada del patentamiento año por año
Nota: datos relativos, dado que las combinaciones pueden variar de acuerdo al registro seccional que los ha emitido y por lo tanto no se incluye la tercer letra de cada combinación, ya que todos no son coincidentes en las mismas fechas.
| Data          | Combinación |
| ------------- | ----------- |
| Enero de 1995 | AB_         |
| Enero de 1996 | AN_         |
| Enero de 1997 | BD_         |
| Enero de 1998 | BU_         |
| Enero de 1999 | CN_         |
| Enero de 2000 | DC _        |
| Enero de 2001 | DP_         |
| Enero de 2002 | DX_         |
| Enero de 2003 | ED_         |
| Enero de 2004 | EJ_         |
| Enero de 2005 | EU_         |
| Enero de 2006 | FI_         |
| Enero de 2007 | GA_         |
| Enero de 2008 | GV_         |
| Enero de 2009 | HU_         |
| Enero de 2010 | IM_         |
| Enero de 2011 | JN_         |
| Enero de 2012 | KV_         |
| Enero de 2013 | MC_         |
| Enero de 2014 | NM_         |
| Enero de 2015 | ON_         |
| Enero de 2016 | PM_         |

### Fechas aproximadas de inicio de cada letra principal
Nota: datos relativos, dado que las combinaciones pueden variar de acuerdo al registro seccional que los ha emitido y por lo tanto no coinciden todos en las mismas fechas.
| Letra | Data / Uso                                              |
| ----- | ------------------------------------------------------- |
| A     | Diciembre de 1994                                       |
| B     | Septiembre de 1996                                      |
| C     | Febrero de 1998                                         |
| D     | Octubre de 1999                                         |
| E     | Abril de 2002                                           |
| F     | Junio de 2005                                           |
| G     | Diciembre de 2006                                       |
| H     | Febrero de 2008                                         |
| I     | Abril de 2009                                           |
| J     | Julio de 2010                                           |
| K     | Mayo de 2011                                            |
| L     | Febrero de 2012                                         |
| M     | Diciembre de 2012                                       |
| N     | Agosto de 2013                                          |
| O     | Julio de 2014                                           |
| P     | Julio de 2015                                           |
| Q     | Se reserva el eventual uso                              |
| R     | Para vehículos anteriores a la implantación del sistema |
| S     | Para vehículos anteriores a la implantación del sistema |
| T     | Para vehículos anteriores a la implantación del sistema |
| U     | Para vehículos anteriores a la implantación del sistema |
| V     | Para vehículos anteriores a la implantación del sistema |
| W     | Para vehículos anteriores a la implantación del sistema |
| X     | Para vehículos anteriores a la implantación del sistema |
| Y     | Uso no asignado                                         |
| Z     | Uso no asignado                                         |

### Límites del sistema
La combinación de 3 letras + 3 números permite 26³ × 10³ = 17 576 000 patentes. Teniendo en cuenta que las series que van desde RAA-000 a ZZZ-999 fueron reservadas para vehículos más antiguos, significa que la última patente asignada para vehículos nuevos sería QZZ-999. Sin embargo, hay que considerar que quedarían como reserva final las letras Y y Z, las cuales nunca fueron asignadas.
En mayo de 2011 comenzó a patentarse con la letra inicial K; diez meses después, en marzo de 2012, empezó la letra L, y otros nueve meses después, en diciembre de 2012, se inició la letra M. Esto demuestra que, con ese ritmo de patentamiento (unas 800 mil unidades anuales), en 2017 se acabarían las combinaciones.
No obstante, las dos soluciones propuestas por la DNRPA fueron las siguientes:
- Añadir una cuarta letra, lo que incrementaría la capacidad del sistema en 26 veces, llegando a 456 976 000 patentes.
- Añadir un cuarto número, lo que incrementaría la capacidad en diez veces, alcanzando las 175 760 000 patentes.

Finalmente se optó por la segunda opción, aunque nunca se llevó a cabo, ya que el inconveniente de agregar una cuarta letra hubiese originado una gran cantidad de palabras, en muchos casos inadecuadas. Por otra parte, se esperaba que los vehículos con las nuevas chapas patentes comenzaran a circular a mediados de 2012, pero eso jamás ocurrió. Así es que se continuó con el mismo sistema, sin cambios, hasta la implementación de la nueva Patente Única del Mercosur.

### Ley contra la Falsificación
Este Decreto N.º471/2011 se designó a fines de 2011 desde la patente KQ. Como puede observarse en las nuevas placas, se agregó en el ángulo superior derecho el escudo de la República Argentina, caracterizándolo como patente original y no falsificada, ya que muchos lugares que hacen copias provisorias se pueden borrar las letras que están ubicadas en el margen inferior central como "Patente Provisoria", y evitar también cambiar las patentes de los automotores que hayan sido robados.

## A partir del 2016: formato y diseño estándar para todo el Mercosur[1]
En octubre de 2014, en el Salón Libertador del Palacio San Martín de Buenos Aires, se presentó la nueva Patente Única del Mercosur. En aquella fecha, los Estados Partes del Mercosur aprobaron la Resolución 033/14 que establecía su uso obligatorio a partir del 1.º de enero del 2016.
El primer país en implementar su uso fue Uruguay, en marzo del año 2015. El resto de los países inicialmente previeron hacerlo en la fecha estipulada, a excepción de Brasil y Paraguay que comenzaron en 2018 y 2019 respectivamente.
En la Argentina fue prorrogada la fecha al 1.º de abril de 2016 para el patentamiento de vehículos 0 km,  en tanto no habrá reempadronamiento de autos usados.
Entre sus características más notorias está el tamaño, similar al utilizado en Uruguay y Brasil en las últimas décadas, que es mayor al de Argentina en longitud tomando las medidas europeas. Además, se abandona el tradicional fondo negro con letras blancas, invirtiendo los colores para hacer más fácilmente legibles los dígitos.
La distribución elegida por Argentina es AB 123 CD para evitar la formación de palabras, lo que le permitirá al país contar con más de 450 millones de combinaciones, ya que la secuencia alfanumérica seleccionada no debe ser coincidente con la de ningún otro Estado Parte. Esto es para evitar cualquier tipo de complicación u obstrucción en su lectura.

### Evolución aproximada del patentamiento actual
| Data              | Combinación |
| ----------------- | ----------- |
| Abril de 2016     | AA000AA     |
| Enero de 2017     | AA900AA     |
| Febrero de 2017   | AB000AA     |
| Noviembre de 2017 | AC000AA     |
| Enero de 2018     | AC150AA     |
| Julio de 2018     | AD000AA     |
| Enero de 2019     | AD350AA     |
| Octubre de 2019   | AE000AA     |
| Enero de 2020     | AE100AA     |
| Enero de 2021     | AE650AA     |
| Agosto de 2021    | AF000AA     |
| Enero de 2022     | AF200AA     |
| Enero de 2023     | AF750AA     |
| Abril de 2023     | AG000AA     |
| Enero de 2024     | AG450AA     |
| Diciembre de 2024 | AH000AA     |
| Enero de 2025     | AH100AA     |

### Datos específicos
Esta nueva matrícula se utilizará en Argentina, Brasil, Uruguay, Paraguay y Venezuela. Contará con las siguientes características comunes:
- Dimensiones: 400 mm x 130 mm y un espesor de 1 mm.
- Emblema oficial del bloque e identificación con nombre y bandera de cada país, sobre una franja de color azul Pantone 286.
- Medidas de seguridad: marca de agua, estampado en caliente con lámina de seguridad con efecto difractivo y onda sinusoidal.
- Fuente tipográfica: FE Engschrift en color negro sobre fondo blanco.

El faltante de chapas patente empezó a tras el cambio de gobierno en diciembre de 2023 cuando el nuevo gobierno suspendió los pagos a la empresa proveedora, y se profundizó el gobierno de Milei por tres decisiones concretas. Cada registro, entrega un cupo limitado de chapas por mes y, luego, los propietarios reciben un papel. Provocando graves problemas en controles, multas y peajes.

## Matrículas especiales

### Placas de identificación de organismos diplomáticos
Dichas patentes son otorgadas por la Dirección Nacional de Ceremonial del Ministerio de Relaciones Exteriores y Culto a las distintas delegaciones diplomáticas, Consulares, Misiones Especiales, Organismos Internacionales acreditadas en el país. Dichas placas tienen características y numeración distinta según se trate de uno u otro organismo, a saber:
| Tipo                       | Formato           | Descripción | Imagen |
| -------------------------- | ----------------- | --- | ------ |
| Cuerpo diplomático         | CD 1234 o CD-1234 | Son de color blanco con marco y letras negras. Se colocan únicamente en los vehículos de Embajadores, Ministros de Relaciones Exteriores, Secretarios de Embajadas y agregados de Embajadas.   |        |
| Cuerpo consular            | CC-1234           | Son de color verde con marco y letras rojas. Se colocan únicamente en los vehículos de Cónsules y Vicecónsules de los países acreditados en Argentina.                                         |        |
| Organismos internacionales | OI-1234           | Son de color verde con marco y letras rojas. Se colocan únicamente en los vehículos integrantes del Banco Interamericano de Desarrollo, OEA, Oficina Internacional del Trabajo, Yaciretá, etc. |        |
| Misiones especiales        | ME-1234           | Son de color verde con marco y letras rojas. Se colocan únicamente en los vehículos de propiedad de profesores, expertos en distintas materias y especialistas en embajadas.                   |        |
| Personal administrativo    | PA-1234           | Son de color verde con marco y letras rojas. Se colocan únicamente en los vehículos utilizados por personal administrativo de Embajadas y Consulados.                                          |        |

| Tipo                       | Formato | Descripción | Imagen |
| -------------------------- | ------- | --- | ------ |
| Cuerpo diplomático         | D123xxA | Su diseño es similar a las de los autos particulares, con la diferencia de que se reemplaza el color negro del fondo por un azul claro. Además, en la parte inferior se agrega la denominación "PROPIEDAD MRECIyC" en color celeste. En cuanto a la numeración, consta de una primera letra que representa el tipo de organismo, seguida de tres números asignados por orden. Luego, las dos letras asignadas a cada país u organismo y finalmente una letra aleatoria. Esta última letra indica si es un vehículo de uso oficial (B-H) o personal (I-Z). La letra A queda reservada para el Jefe de Misión. En la imagen se observan las letras CP, que representan a la República Portuguesa. |        |
| Cuerpo consular            | C123xxA | Ídem anterior. En la imagen se observan las siglas DM, que representan a Montenegro. |        |
| Organismos internacionales | I123xxA | Ídem anterior. En la imagen se observan las siglas RX, que es la representación de la Secretaría General de la OEA en Argentina. |        |
| Misiones especiales        | M123xxA | Ídem anterior. En la imagen se observan las siglas AC, que representan a la República Federal de Alemania. |        |
| Personal administrativo    | A123xxA | Ídem anterior. En la imagen se observan las siglas DC, que representan a Ucrania. |        |

### Placas de identificación para vehículos oficiales
Son aquellas asignadas por el Poder Ejecutivo, Legislativo y Judicial, ya sea éste Nacional o Provincial a los miembros de los mismos, llevando cada uno de los mencionados organismos un registro de asignación de los dominios respectivos. Las características particulares de estos tipos de chapas patentes varía conforme el organismo que las asigne (Poder Ejecutivo, Legislativo o Judicial, Nacional o Provincial).

### Placas provisorias de fabricantes
Las fábricas terminales podrán utilizar placas de identificación metálicas, similares a las de uso común, para los automotores 0 km que deban rodar en tránsito o para ensayos en la vía pública, antes de su entrega a concesionarios. Cada una de las fábricas terminales contará con un lote de veinte placas metálicas comunes según la siguiente numeración por fábrica terminal.
Por último, los automotores que circulen con placas metálicas provisorias de fabricantes deberán llevar la siguiente documentación:
a) Placa provisoria (de papel) adjudicada vigente, conforme a normas establecidas, sin obligación de exhibirlas, excepto a requerimiento de autoridad policial.
b) Certificado emitido por la DNRPA correspondiente al número de placa metálica colocada en el automotor. Este certificado justificará el uso y posesión de las placas metálicas ante la autoridad policial.

## Patentes de motovehículos
Inicialmente la inscripción, registro y otorgamiento de las chapas patentes de estos rodados era incumbencia provincial o municipal, hasta el surgimiento de la Resolución Nro. 586/88 del Secretario de Justicia, mediante la cual se dispuso incluir en el régimen establecido en el decreto ley 6582/58, a los motovehículos. Asimismo faculta a la Dirección Nacional de los Registros Nacionales de la Propiedad del Automor y de Créditos Prendarios, a disponer la fecha a partir de la cual comenzar la inscripción de éstos vehículos, ya sea nuevos o usados.
Es así como surgen disposiciones emanadas del RNPA, entre ellas la resolución "DN 14/91" y la "DN 581/91", mediante las cuales se estableció el régimen normativo para los motovehículos.
Asimismo y a los fines registrales se procedió a la creación de registros seccionales específicos para motovehículos, los cuales al igual que los Registros Seccionales para automotores se encuentran codificados con un número de cinco dígitos a partir del número 25.000, en cuanto al nombre de los mismos, en lugar de número, como los de automotores, se le asigna una letra (ej. 25.092 Berazategui "A"; Berazategui "B").
El presente sistema de registro y patentamiento de motovehículos, comenzó a aplicarse a partir del 1 de febrero de 1991. Los motovehículos, se individualizan con una identificación de motor y otra de cuadro, las que deberán ser grabadas por las fábricas terminales en los lugares reservados al efecto, mediante la utilización de cuños u otros dispositivos de similares características.

### Matrícula de dominio o chapa patente
Las mismas serán adjudicadas por Registros Seccionales a cada motovehículo inscripto y estará formada por tres números y tres letras (ej. 654 EDF, inverso al orden de las patentes de autos). En el lateral izquierdo y en forma vertical, en letras más pequeñas de color blanco, la inscripción de la sigla «RNPA».
La matrícula de dominio se reproducirá en una placa identificatoria de color negro con combinación de números y letras blancas. Tendrá una altura de 13 cm y un ancho de 15 cm, la cual será colocada en la parte trasera del motovehículo.